# Twinkle Stars
De (The) Twinkle Stars, sinds 1979 Thunderstorm, was van 1965 tot 1988 een in Amsterdam gevestigde Surinaamse muziekgroep. Leadzangers waren door de jaren heen Oscar Harris, Billy Jones en Humphrey Campbell.

## Geschiedenis
De groep werd in 1965 opgericht en trad op met latin- en beatmuziek. Later werd overgestapt op soul en  funk. Aanvankelijk was Oscar Harris de leadzanger en Ruud Seedorf de tweede zanger. Bandleden van het eerste uur waren verder Rudy Berenstein, Gerard Lie On, Edmond Oosthuizen, Herman Ristie en Benny de Vlugt. Later trad Billy Jones toe die afwisselend de eerste en tweede stem voor zijn rekening nam.
De muziek werd uitgebreid opgepakt door de Wereldomroep, waar ze soms meerdere keren per dag in de uitzending zaten. Hierdoor werden hun muziek ook door Nederlanders wereldwijd opgepakt. Hierdoor waren ze ook in trek op feesten van studenten uit den verre die naar Nederland waren gekomen voor studie. Voor de omroep- en muziekwereld waren de gekleurde artiesten eerst nog wennen. De opkomst van de groep betekende het eerste platencontract voor een donkere band in Nederland. De platen werden geproduceerd door Dureco die in de tijd erna ook werk van verscheidene andere Surinaamse artiesten heeft uitgebracht.
Na een eerste notering van T.O.P. in de hitlijsten brak de groep in 1969 door met Try a little love. De single kwam op nummer 3 van de Top 30 in Hilversum en nummer 4 van Top 40 van Radio Veronica. Op respectievelijk nummer 1 en 2 belandde het nummer Soldiers prayer. Daarnaast kende de groep met Harris meerdere andere hits in de middenregionen van de hitlijsten. Het arrangement van veel nummers was van Stan Lokhin.
Harris ging hierna solo verder en trad daarnaast nog af en toen met de Twinkle Stars op. Jerusalem, een gospellied dat gezongen werd door Jones, sloeg aan onder het Surinaamse publiek. In 1973 verliet Jones de Twinkle Stars en werd opgevolgd door Humphrey Campbell, die op dat moment 17 jaar oud was. De muziekstijl wijzigde naar disco die in die jaren in opkomst was. Tussen 1979 en 1988 ging de groep verder onder de naam Thunderstorm met een repertoire dat veel weg heeft van dat van Earth, Wind & Fire. Hits bleven in al deze jaren echter uit. De band trad in die jaren vooral nog op in het gala-circuit.